# Marika Hackman
Marika Louise Hackman (17 febbraio 1992) è una cantautrice e polistrumentista britannica.

## Discografia

### Album in studio
- 2015 - We Slept at Last
- 2017 - I'm Not Your Man
- 2019 - Any Human Friend
- 2020 - Covers
- 2024 - Big Sigh

### EP
- 2012 - Free Covers
- 2013 - That Iron Taste
- 2013 - Sugar Blind
- 2014 - Deaf Heat
- 2016 - Wonderland